# Michael League

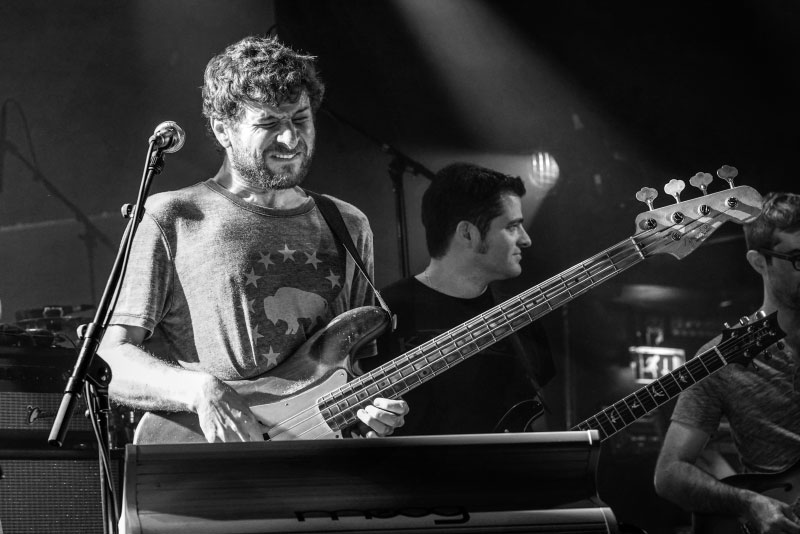
Michael League (mit Snarky Puppy, 2019)

Michael League (* 24. April 1984 in Long Beach) ist ein amerikanischer Fusionmusiker (E-Bass, Keyboard, Mandoline, Komposition) und Musikproduzent. Er ist der Leiter der Band Snarky Puppy, mit der er bislang fünf Grammy Awards erhielt, und des internationalen Musikensembles Bokanté. Er ist auch Gründer und Inhaber des Plattenlabels GroundUP Music.

## Leben und Wirken
League, dessen Mutter klassische Flötistin ist, interessierte sich früh für Musik. Er spielte Schlagzeug und Violine und begann mit 13 Jahren, Gitarre zu spielen. Im Alter von 17 Jahren wechselte er zum Bass, um in seiner High-School-Jazzband tätig zu sein. Anschließend studierte er vier Jahre lang Jazz an der University of North Texas und war dann drei Jahre lang in der Gospel- und R & B-Szene von Dallas tätig. Er war auch ein reguläres Mitglied von Erykah Badus Begleitband Gritz. League zog 2009 nach New York City, wo er zunächst mit Wayne Krantz, Chris Potter und Ari Hoenig spielte.
League gründete bereits in seinem ersten Studienjahr mit Studienkollegen Snarky Puppy. Er komponierte den größten Teil der Originalmusik und produzierte alle von der Band veröffentlichten Alben. 2014 gewann League mit Snarky Puppy und Lalah Hathaway seinen ersten Grammy Award für die beste R & B-Leistung für eine Interpretation des Songs „Something“, die auf dem Album Family Dinner - Volume 1 veröffentlicht wurde. 2016 erhielt das Album Sylva, das Snarky Puppy mit dem Metropole Orkest unter Leitung von Jules Buckley einspielte, den Grammy Award für das beste zeitgenössische Instrumentalalbum, ebenso wie den Grammy Award 2017 das Nachfolgealbum der Band mit dem Titel Culcha Vulcha. 2021 folgte der Grammy Award für das beste zeitgenössische Instrumentalalbum Live in the Royal Albert Hall. Den fünften Grammy Award, abermals für das beste zeitgenössische Instrumentalalbum Empire Central schließlich gewann League 2023.
League gründete 2016 mit Malika Tirolien das Weltmusik- und Blues-Ensemble Bokanté, mit dem er auch soziale und politische Fragen thematisiert; mit ihm entstanden die Alben Strange Circles und What Heat (2018, ebenfalls mit Jules Buckley und dem Metropole Orkest). 2021 legte er das Soloalbum So Many Me vor.
2023 veröffentlichte er mit Bill Laurance das Duoalbum Where You Wish You Were, auf dem er bundlose Saiteninstrumente spielte – allen voran die orientalische Oud und die westafrikanische Ngoni, aber auch einen Gitarren-Bass und eine speziell für ihn gebaute elektrische Gitarre. Die musikalische Nähe zum mediterranen Raum begleitet Michael League seit seiner Kindheit: „Meine Familie ist griechischer Abstammung und mein Bruder ein Spezialist für griechische Volksmusik. Und so hielt ich zum ersten Mal eine Oud in der Hand, als ich als 14-Jähriger in sein Zimmer kam. In unserem Elternhaus wurde immer griechische und türkische Musik gespielt.“
League hat mit Künstlern aus verschiedenen Genres gespielt oder aufgenommen, darunter Laura Mvula, Joe Walsh, Chris Thile, Michael McDonald, Terence Blanchard, Esperanza Spalding, Joshua Redman, Grace Kelly, Salif Keïta, Eliades Ochoa und Fatoumata Diawara, Bassekou Kouyaté, Susana Baca und Kardeş Türküler. 2018 war er in der Lighthouse-Tour-Band (neben Becca Stevens und Michelle Willis) musikalischer Leiter von David Crosby.
League hat Musik für unterschiedliche Künstler produziert, etwa für David Crosby, Becca Stevens, Banda Magda, Sirintip, Alina Engibaryan und Roosevelt Collier, Forq, Lucy Woodward und Bill Laurance. 2021 zog League nach Spanien, wo er in der Nähe von Barcelona sein eigenes Tonstudio betreibt.